# Casimiro Nemesio de Moya
Casimiro Nemesio de Moya y Pimentel (Santo Domingo, 19 de diciembre de 1849-27 de mayo de 1915) fue un político, historiador, geógrafo, legislador y escritor dominicano. Es autor del plano detallado de la ciudad de Santo Domingo de 1900, publicado cinco años después; diseñó el Escudo de la República Dominicana el cual fue oficializado por el presidente Alejandro Nouel en 1913 y creador de la tabla de distancias en kilómetros.

## Biografía
Nació en la ciudad de Santo Domingo, el 19 de diciembre de 1849, hijo de Dionisio de Moya y Portes y de Mercedes Pimentel, fue el primo de la primera dama Trina de Moya. El nombre de Nemesio le fue puesto por haber nacido en el día de San Nemesio. 
Fue secretario de Estado de Relaciones Exteriores de 1878 a 1880, ministro de Interior y Policía, gobernador de La Vega, ministro de Guerra y Marina, ministro de Fomento y Comunicaciones, ministro de Hacienda y Comercio, también fue vicepresidente de la República Dominicana del 1 de septiembre de 1882 al 1 de septiembre de 1884.
- Datos: Q5756228